# قائمة كنى ولايات الولايات المتحدة
هذا جدول بكنى الولايات المتحدة، متضمنةً الكنى الرسمية، وغيرها من الكنى الشعبية لكل ولاية ومقاطعة. الكُنَى الرسمية حاليّا مكتوبة بالخط العريض.

## كنى الولايات
| الولاية                   | الكنية/الكنى |
| ------------------------- | --- |
| Alabama · (لا كنية رسمية) | - ولاية زراعة القطن (بالإنجليزية: Cotton Plantation State) - ولاية القطن (بالإنجليزية: Cotton State) - قلب دكسي (بالإنجليزية: Heart of Dixie) - ولاية السحلية (بالإنجليزية: Lizard State) - Yellowhammer State - ولاية كاميليا (بالإنجليزية: Camellia State) |
| Alaska                    | - الأرض العظيمة (بالإنجليزية: Great Land) (كانت تستخدم في لوحات تسجيل المركبات) - أرض شمس منتصف الليل (بالإنجليزية: Land of the Midnight Sun) - الحد الأخير (بالإنجليزية: Last Frontier) (كانت تستخدم في لوحات تسجيل المركبات) - صفقة ألاسكا (named after U.S. Secretary of State ويليام سيوارد) - صندوق سِوارد الثلجي، وآيسبيرغيا، وبولاريا، ووالروسيا، وبولر بير غاردن (بالإنجليزية: Seward's Ice Box, Icebergia, Polaria, Walrussia, and Johnson's Polar Bear Garden) كانت أسماء تهكمية اخترعها أعضاء الكونغرس خلال نزاع على شراء ألاسكا |
| Arizona                   | - ولاية أباتشي - ولاية الآزتك - الولاية الطفلة (خلال السنوات السبع والأربعين التي كانت فيها الولايةَ الأحدث في الاتحاد) - ولاية النحاس - ولاية الأخدود العظيم (تستخدم حاليا في لوحات تسجيل المركبات) - إيطاليا أمريكا - ولاية تل الرمل - ولاية الغروب - الولاية اللطيفة - ولاية فالنتين(انضمت أريزونا إلى الاتحاد في 14 فبراير، 1912) |
| Arkansas                  | - ولاية الدب (بالإنجليزية: Bear State) (تنطق "Bar State") - سكين باوي State - ولاية الحمم - أرض الفرص (الاسم الرسمي السابق، كانت تستخدم في لوحات تسجيل المركبات) - ولاية الطبيعة (تستخدم حاليا في لوحات تسجيل المركبات) - ولاية الخنزير البري - Toothpick State - ولاية العجائب |
| California                | - ولاية El Dorado - الولاية الذهبية و"أرض الشروق والفرص" (كانت تستخدم في لوحات تسجيل المركبات) - الغرب الذهبي - ولاية العنب - أرض الحليب والعسل - إناء الأمة القمحي - The Eureka State - ولاية الدب (أو الجمهوري) - The Sunshine State (in disuse) (check FL) |
| Colorado                  | - Buffalo Plains State (in disuse) - Centennial State(previously used on license plates ‏) - Colorful Colorado - Columbine State - Highest State - Lead State (in disuse) - Mother of Rivers - Rocky Mountain Empire - Rocky Mountain State (in disuse) - Silver State (in disuse; see Nevada) - سويسرا of America |
| Connecticut               | - قانون أزرق State - Brownstone State - Constitution State (currently used on license plates ‏) - حجر حر State - Land of Steady Habits - Nutmeg State - Provisions State |
| Delaware                  | - Chemical Capital - مؤسسة تجارية Capital (due to the state's business-friendly laws) - Diamond State (allusion to the علم ديلاوير) - Blue Hen ‏ State or Blue Hen Chicken State - First State (Delaware was the first state to ratify the Constitution؛ currently used on license plates ‏) - Home of Tax Free Shopping - السويد الجديدة - دراق State - Small Wonder - PA's Armpit (local) - العم سام's Pocket Handkerchief |
| District of Columbia      | - A Capital City (previously used on license plates ‏) - The Federal City - The District |
| Florida                   | - قاطور أمريكي State - حمضيات State - إيفرجلادز State - Flower State - God's Waiting Room - Gulf State - إعصار استوائي State - خروف البحر الأمريكي State - برتقال State - Peninsula State or Peninsular State - Sunshine State (currently used on license plates ‏) - تصنيف كوبن للمناخ State |
| Georgia                   | - دراق State (previously used on license plates ‏) - Cracker State ‏ — Along with Florida, Georgia had been called "The Cracker State" in earlier times, perhaps a derogatory term that referred to immigrants, called "crackers," from the mountains of Virginia and North Carolina. See also Atlanta Crackers: Origin of the name ‏ - Empire State of the South — Refers to economic leadership - Yankee-land of the South: Similarly to the above nickname, "Yankee-land of the South" speaks to industrial and economic development in the south. This nickname may be used in a derogatory sense. - Goober State — Refers to peanuts, the official state crop. |
| هاواي                     | - Aloha State (currently used on license plates ‏) - Paradise of the Pacific - Pineapple State - Rainbow State - Youngest State |
| Idaho                     | - أحجار كريمة State - Gem of the Mountains - Little Ida - Spud State - Potatonia |
| Illinois                  | - Land of Lincoln (currently used on license plates ‏) - Prairie State - Corn State - Inland Empire State - Sucker State (possibly named for a type of fish ‏) - Garden of the West |
| Indiana                   | - Crossroads of America (previously used on license plates ‏) - Hoosier State - Hospitality State |
| Iowa                      | - Hawkeye State - Land of the Rolling Prairie - Cyclone State - Tall Corn State |
| Kansas                    | - America's Bread Basket - دوار الشمس (جنس) State - Wheat State (previously used on license plates ‏) |
| Kentucky                  | - قبأ المروج State (currently used on license plates ‏) - Corn-cracker State (reported in 1881) - The Dark and Bloody Ground State (an allusion to battles between the شعب مسكوكي، شاوني، تشيكاساو, and شيروكي (قبيلة) tribes) - قنب State - تبغ شائع State |
| Louisiana                 | - بايو State (previously used on license plates ‏) - Child of the Mississippi - Creole State - Fisherman's Paradise - هولندا of America - بجعة بنية State - Sportsman's Paradise (currently used on license plates) - Sugar State |
| Maine                     | - Vacationland (currently used on license plates ‏) - صنوبر Tree State |
| Maryland                  | - America in Miniature - Chesapeake State - Cockade State - Crab State - Free State (most common) - Monumental State - Old Line State - محار State - هنريتا ماريا State - سلحفاة ذات ظهر المعين State |
| Massachusetts             | - فاصولياء مخبوزة State - The Bay State - The Commonwealth - Old Colony State - Pilgrim State - Taxachusetts (colloquial) |
| Michigan                  | - The البحيرات العظمى (أمريكا الشمالية) State (previously used on license plates ‏) - Mitten State - Winter Water Wonderland (previously used on license plates) - شره State - The Birthplace of Automotives - The State Up North |
| Minnesota                 | - Gopher State - Land of 10,000 Lakes (currently used on license plates ‏) - Land of Lakes - Land of Sky-Blue Waters - North Star State - State of Hockey |
| Mississippi               | - Hospitality State (previously used on license plates ‏) - Magnolia State |
| Missouri                  | - فلز نفيس State - كهف State - Gateway State - Bellwether State - Lead State - الأوزارك State - Puke State (reported in 1881) - Show-Me State (currently used on license plates ‏) |
| Montana                   | - Big Sky Country (currently used on license plates ‏) - The Last Best Place - Treasure State (previously used on license plates) |
| Nebraska                  | - ولاية لحم البقر - Cornhusker State (previously used on license plates) - ولاية شجر الغراسة |
| Nevada                    | - Battle Born State (refers to the fact that Nevada joined the Union during the الحرب الأهلية الأمريكية) - Sagebrush State - ولاية الفضة |
| New Hampshire             | - ولاية الغرانيت - أم الأنهار - ولاية الجبل الأبيض |
| New Jersey                | - ولاية الحدائق - ولاية مفترق طرق الثورة - ولاية الطماطم |
| New Mexico                | - ولاية الصبار - The Colorful State - أرض السحر - أرض الشمس المشرقة - ولاية الاندلس الجديدة - ولاية الفضاء الخارجي - ولاية الإسبان |
| New York                  | - الولاية الامبراطورية |
| North Carolina            | - ولاية الشمال القديم - Tar Heel State - ولاية زيت التربنتين - Variety Vacationland - ريب فان وينكل State - أرض التزلج على الثلج - الولاية الأولى في الطيران |
| North Dakota              | - Flickertail State - ولاية حديقة السلام - الخيالة العنيفون State - سايوكس State |
| Ohio                      | - Buckeye State - ولاية مهد الطيران - أم الرؤسلء الحديثين |
| Oklahoma                  | - ولاية الأمريكيين الأصليين - أرض الرجل الأحمر - Sooner State |
| Oregon                    | - ولاية القندس - ولاية الاتحاد - ولاية عجائب المحيط الهادئ - ولاية الغروب |
| Pennsylvania              | - ولاية حرية بيل - ولاية الاستقلال - ولاية حجر الزاوية - ولاية الكويكر |
| Rhode Island              | - Little Rhody - ولاية المحيط - ولاية المزارع - Land of Yale Rejects |
| South Carolina            | - ولاية النخيل - Sandlapper State - ولاية منتجات اليود |
| South Dakota              | - الولاية الارتوازية - ولاية العاصفة الثلجية - ولاية القيوط - Land of Infinite Variety - ولاية جبل رشمور - ولاية نور الشمس |
| Tennessee                 | - Big Bend State (refers to the نهر تينيسي) - ولاية الجوز - ولاية الخنزير وعصيدة الذرة - أم الجنوب الغربي - ولاية التطوع |
| Texas                     | - ولاية الصداقة - Lone Star State (currently used on license plates ‏) |
| Utah                      | - ولاية خلية النحل - ولاية المورمونية - ولاية الود - Greatest Snow on Earth (formerly used on all license plates; now an alternate slogan on license plates alongside the state's current tourism slogan, "Life Elevated") |
| Vermont                   | - ولاية الجبل الأخضر |
| Virginia                  | - أم الرؤساء - The Old Dominion - ولاية الرابطة (الكونويث) |
| Washington                | - الولاية الدائمة الخضرة |
| West Virginia             | - الولاية الجبلية - Panhandle State |
| Wisconsin                 | - America's Dairyland (currently used on license plates ‏) - ولاية الجبن - ولاية الغرير |
| Wyoming                   | - ولاية رعاة البقر - ولاية المساواة - ولاية المتنزه |